# 101 Ways (The things a girl will do to keep her Volvo)
101 Ways (The things a girl will do to keep her Volvo) is een Amerikaanse onafhankelijke komische film uit 2000 geschreven en geregisseerd door Jennifer B. Katz met Wendy Hoopes en Gabriel Macht.

## Verhaal
De film gaat over de romantische en soms frustrerende belevenissen van de jonge schrijfster Watson (Wendy Hoopes). Ze is net verhuisd naar een voorstad van New Haven, Connecticut waar ze haar schrijverscarrière hoopt op te peppen. Daar ze altijd in Manhattan heeft gewoond is het leven in een voorstad én autorijden nieuw voor haar. Haar beschermende moeder haalt haar over een Volvo te kopen. Ze komt er al vlug achter dat die eigenlijk boven haar budget was en we zien haar pogingen om haar liefdesleven, afbetalingen en schrijven met elkaar in evenwicht te houden.

## Rolverdeling
| Acteur            | Personage            |
| ----------------- | -------------------- |
| Wendy Hoopes      | Watson               |
| Jaime Harrold     | Ian                  |
| Patricia Elliot   | Ruth                 |
| Jayce Bartok      | Hank                 |
| Glenn Fitzgerald  | Glenn                |
| Gabriel Macht     | Captain Dirk Douglas |
| Ken Marino        | Officer Russotelli   |
| Catherine Mueller | Bagger Girl          |
| Sam Freed         | Officer Wright       |
| P.J. Brown        | Curt                 |
| Joseph Siravo     | Valentino            |
| Jack Gilpin       | George               |